# ブリュッセル北駅
ブリュッセル北駅（仏：Gare de Bruxellles-Nord/蘭：Station Brussel-Noord）は、ブリュッセルにある3つのターミナル駅のうちの一つである。これらターミナル駅はブリュッセルへの鉄道での玄関口役割を担っている。プレメトロや30のバス路線が乗り入れており、様々な方向へ行ける。

## 駅概要

### ベルギー国鉄
タリスなどの高速列車以外の優等列車や普通列車などが停車している。6面12線の地上駅。

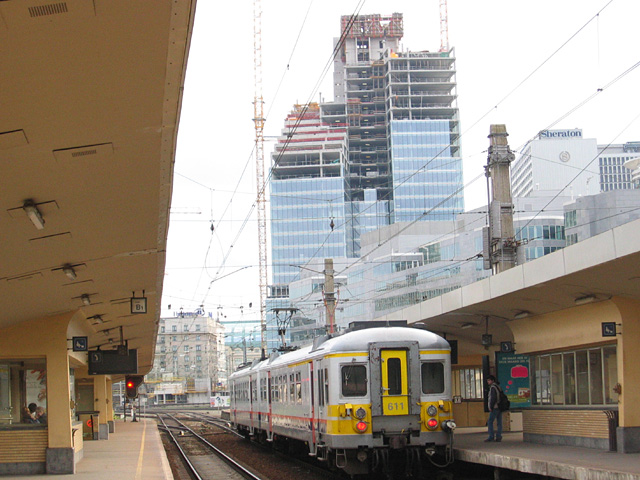
ブリュッセル北駅構内
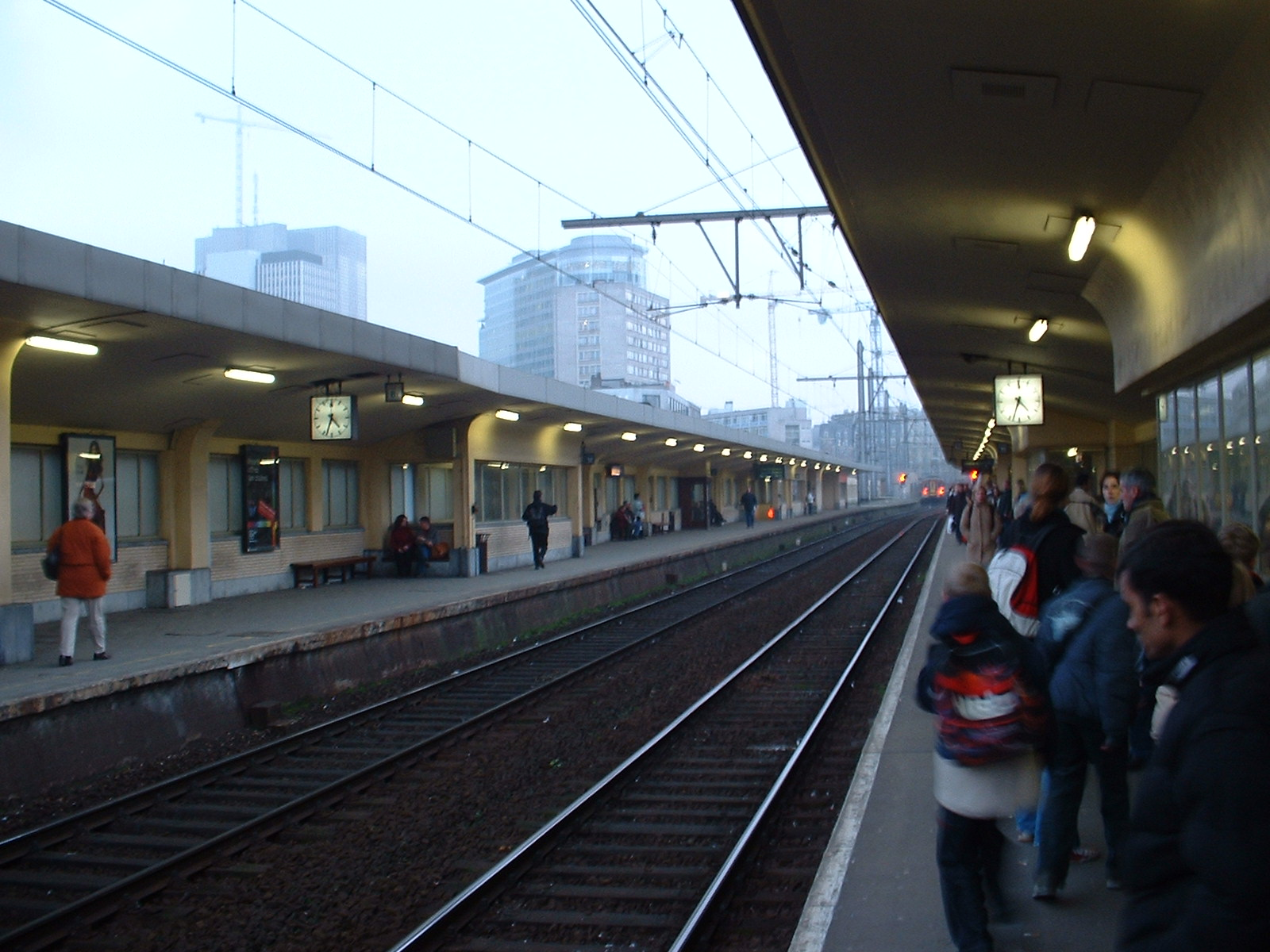
列車を待つ人たち
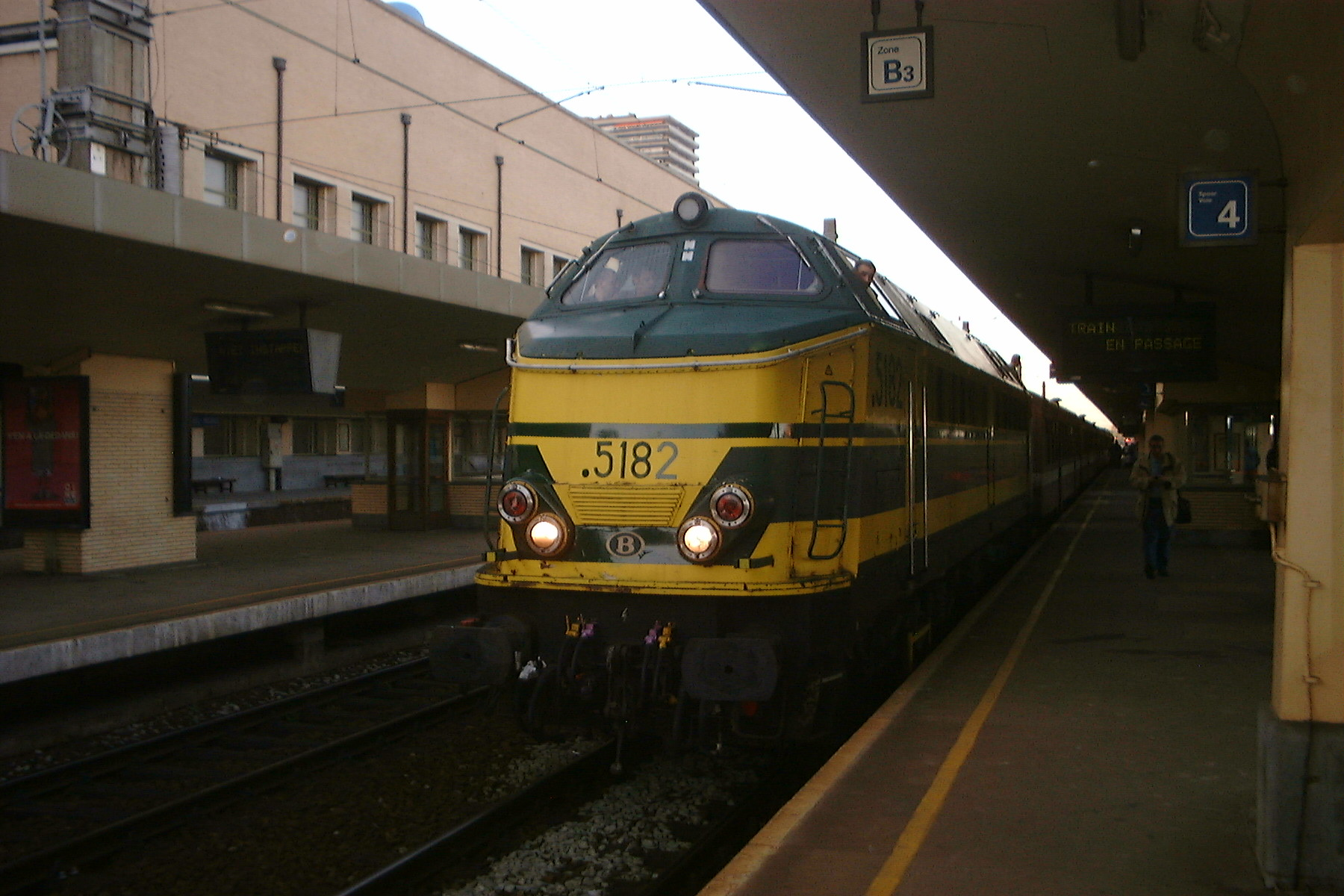
ブリュッセル北駅に停車中の列車

### プレメトロ
ベルギー国鉄の駅から各ホームまではそれぞれ階段やエスカレーターが連絡している。2面4線の地下駅。

## 利用状況
週に200,000人の旅客が利用している。

## 駅周辺
当駅はビジネス地区に位置しており中心街への重要な入り口にもなっている。
- 世界貿易センター（フランス語版）
- ノース・ギャラクシー・タワー（フランス語版）
- ベルガコム・タワー（フランス語版）
- コミュニケーション・センター・ノース（フランス語版）

## 沿革
1835年にヨーロッパ大陸初の鉄道が開業したアレ・ヴェルト駅の（Allée Verte / Groendreef）の代替となる駅として、1841年9月28日にレオポルド1世によって最初の礎石が置かれて起工され、建築家フランソワ・コパンにより1846年3月に落成した。1952年に北南接続線計画によって新しい駅舎が建設され、ロジエ広場に位置していた初代の駅舎は1956年に取り壊された。現在の駅舎はネオ・ルネッサンスに影響された古典主義様式である。駅構内のコンコースには鉄道博物館もあり、ベルギーの鉄道150周年を記念した大動輪なども展示されている。
プレメトロの駅は路線の終点として1976年10月4日に開業した。

## 隣の駅
ベルギー国鉄
北南接続線
ブリュッセル中央駅 - ブリュッセル＝コングレ駅
25号線・27号線・35号線・161号線
ブリュッセル中央駅 - スカールベーク駅
50号線
ブリュッセル中央駅 - Koninklijke Halte駅
プレメトロ
■3号線
トーマス駅 - 北駅 - ロジャー駅
■4号線
北駅 - ロジャー駅
■25号線
ロジャー駅 - 北駅 - トーマス駅
■31号線
北駅 - ロジャー駅
■32号線
トーマス駅 - 北駅 - ロジャー駅
■33号線
トーマス駅 - 北駅 - ロジャー駅
■55号線
トーマス駅 - 北駅 - ロジャー駅

## 参考・一部引用文献
- 世界の駅　世界65カ国350駅の"旅情"　三浦幹男・杉江弘　JTB　53頁 ISBN 4-533-04209-0